# Challans
Challans település Franciaországban, Vendée megyében. Lakosainak száma 22 890 fő (2022. január 1.). Challans Commequiers, Froidfond, La Garnache, Le Perrier, Saint-Christophe-du-Ligneron, Sallertaine és Soullans községekkel határos.

## Népesség
A település népességének változása:
| Lakosok száma | 19 501 | 20 133 | 21 019 | 20 622 | 20 898 | 21 322 | 21 900 | 22 494 | 22 890 |
|               | 2013   | 2015   | 2016   | 2017   | 2018   | 2019   | 2020   | 2021   | 2022   |